# Communauté de communes Les Trois Provinces
La communauté de communes des Trois Provinces est une communauté de communes française, située dans le département du Cher.

## Historique
- 26 décembre 2000 : création de la communauté de communes par les 9 communes d'Augy-sur-Aubois, Chaumont, Givardon, Grossouvre, Neuilly-en-Dun, Sagonne, Saint Aignan des Noyers, Sancoins et Véreaux[1],[2]
- 6 avril 2001 : modification du bureau
- 19 janvier 2006 : extension de compétences (SPANC)
- 8 mars 2006 : extension de compétences (fourrière pour chiens errants)
- 25 janvier 2007 : modification des compétences SPANC et voirie

## Territoire communautaire

### Géographie
Située à l'est du département du Cher, la communauté de communes Les Trois Provinces regroupe 11 communes et présente une superficie de 269,6 km2.

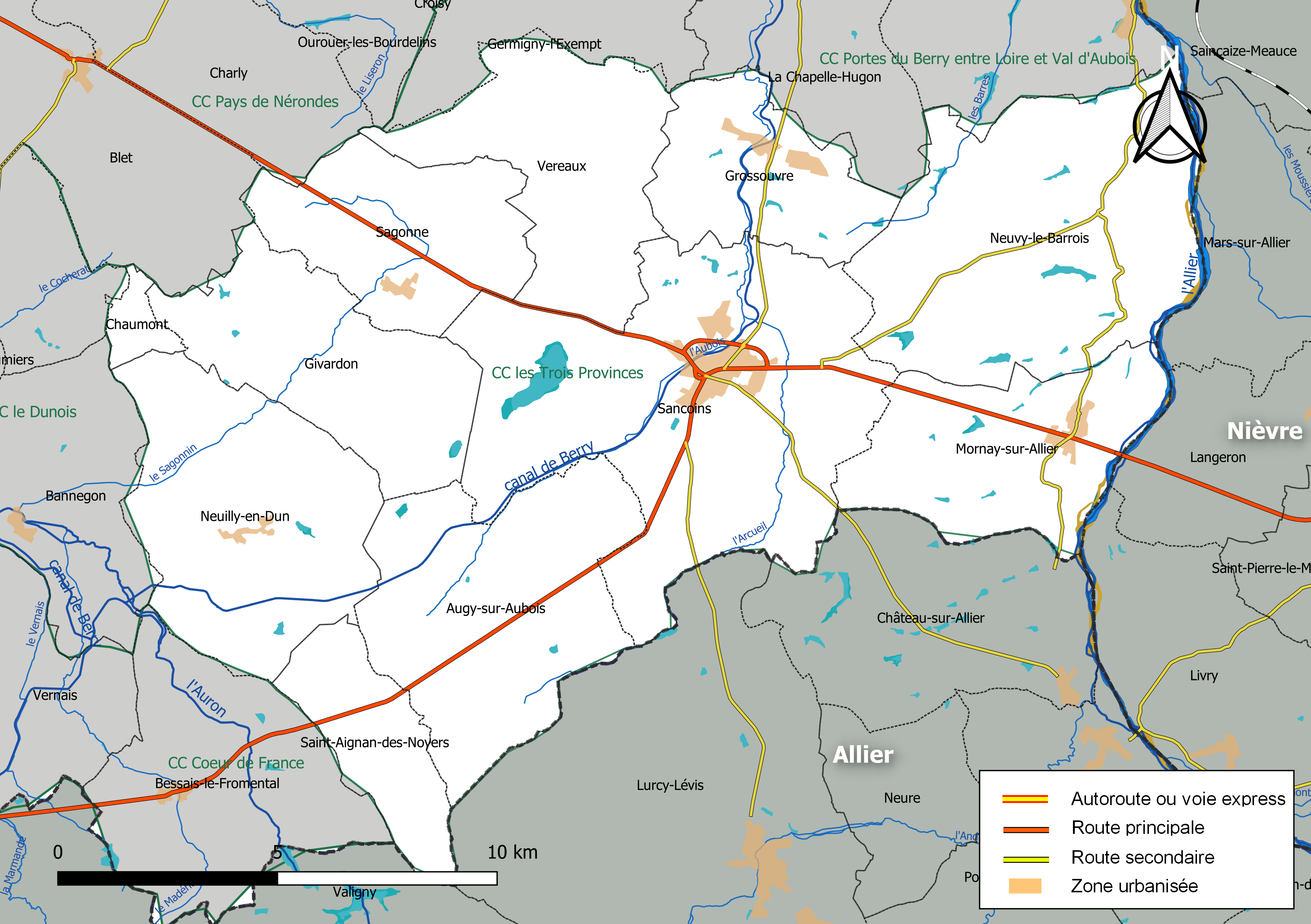
Carte de la communauté de communes Les Trois Provinces au 1er janvier 2019.

### Composition

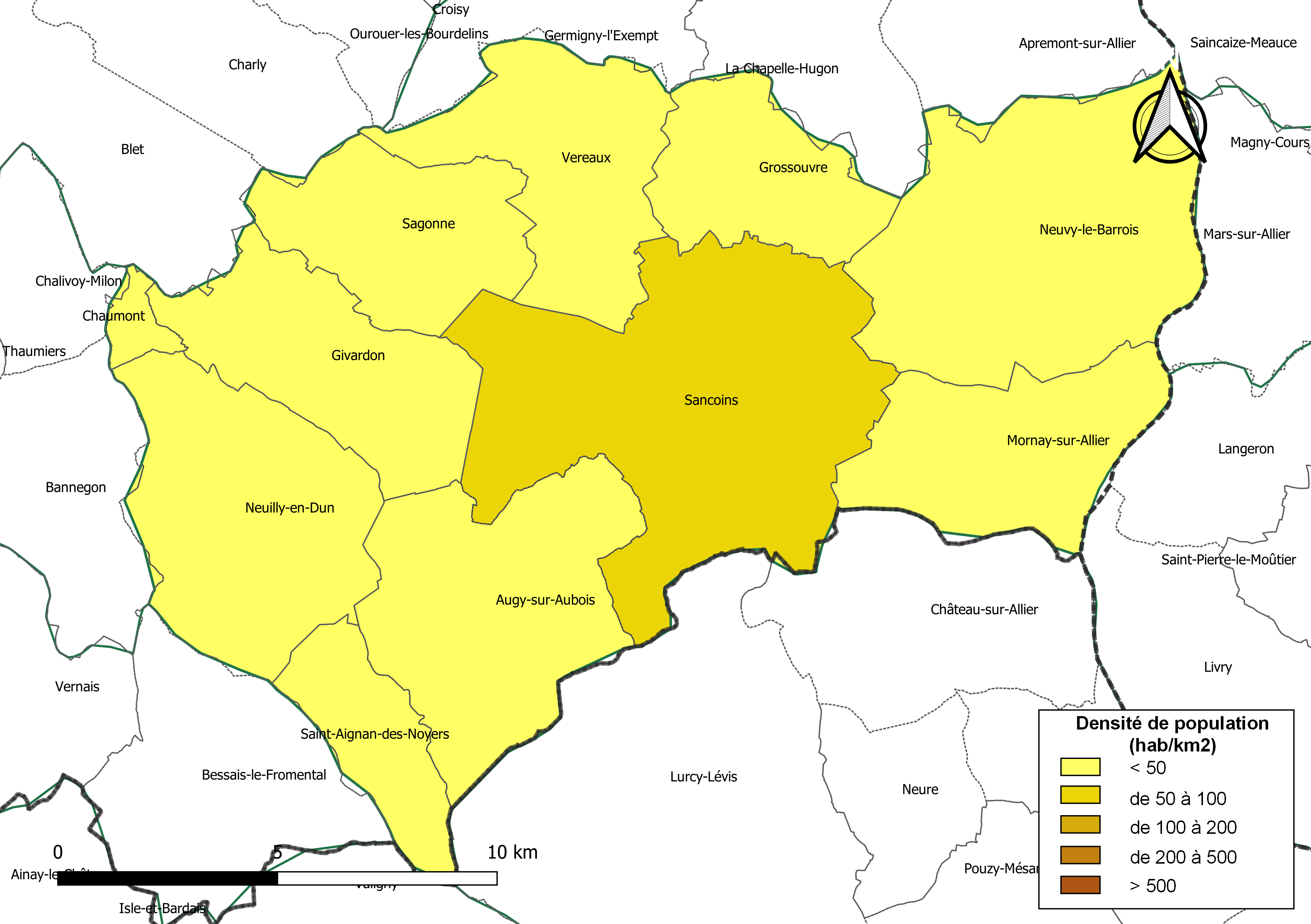
Carte des densités de population (millésimée 2016) des communes de la communauté de communes Les Trois Provinces. Composition en communes au 1er janvier 2019.

En 2022, la communauté de communes est composée des 11 communes suivantes :

| Nom                     | Code Insee | Gentilé      | Superficie (km2) | Population (dernière pop. légale) | Densité (hab./km2) |
| ----------------------- | ---------- | ------------ | ---------------- | --------------------------------- | ------------------ |
| Sancoins (siège)        | 18242      | Sancoinais   | 53,52            | 2 941 (2022)                      | 55                 |
| Augy-sur-Aubois         | 18017      | Aulgyciens   | 30,46            | 284 (2022)                        | 9,3                |
| Chaumont                | 18060      | Calvimontais | 2,11             | 46 (2022)                         | 22                 |
| Givardon                | 18102      | Givardonais  | 21,9             | 302 (2022)                        | 14                 |
| Grossouvre              | 18106      | Grossouvrois | 15,75            | 264 (2022)                        | 17                 |
| Mornay-sur-Allier       | 18155      |              | 21,62            | 417 (2022)                        | 19                 |
| Neuilly-en-Dun          | 18161      | Noviliaquois | 29,46            | 225 (2022)                        | 7,6                |
| Neuvy-le-Barrois        | 18164      |              | 41,98            | 147 (2022)                        | 3,5                |
| Sagonne                 | 18195      | Sagonnais    | 18,85            | 188 (2022)                        | 10                 |
| Saint-Aignan-des-Noyers | 18196      |              | 10,95            | 74 (2022)                         | 6,8                |
| Vereaux                 | 18275      |              | 22,96            | 137 (2022)                        | 6                  |

### Démographie
| 1968  | 1975  | 1982  | 1990  | 1999  | 2008  | 2013  | 2018  |
| ----- | ----- | ----- | ----- | ----- | ----- | ----- | ----- |
| 6 544 | 6 253 | 6 171 | 5 878 | 5 764 | 5 638 | 5 416 | 5 146 |

## Administration

### Siège
Le siège de la communauté de communes est à Sancoins, 21 rue Pierre Caldi.

### Élus
La communauté de communes est administrée par son conseil communautaire, composé pour la mandature 2020-2026 de 27  conseillers municipaux représentant les 11 communes membres et répartis ensiblement en fonction de leur population de la manière suivante ; 
- 15 délégués pour Sancoins ;

- 3  délégués pour Mornay-sur-Allier ;

- .2 délégués pour Augy-sur-Aubois, Givardon ;

- 1 délégué ou son suppléant pour les autres communes.
Au terme des élections municipales de 2020 dans le Cher, le conseil communautaire renouvelé a élu son nouveau président, Pierre Guiblin, maire de Sancoins , ainsi que ses 4 vice-présidents, qui sont : 
1. Stanislas Widowiak, maire de Saint-Aignan-des-Noyers ;
2. Isabelle Perez, maire de Mornay-sur-Allier ;
3. Vincent Gauthier, maire de Sagonne
4. Jean-Claude Letel, conseiller municipal de Sancoins

Le bureau communautaire est constitué pour la mandature 2020-2026 du président, des 4 vice-présidents et de 7 autres membres.

### Liste des présidents
| Période       | Période                       | Identité       | Étiquette | Qualité |
| ------------- | ----------------------------- | -------------- | --------- | --- |
|               | 2006                          | Pierre Caldi   | DVD       | Historien Maire de Sancoins (1971 → 1989 et 1995 → 2001) Conseiller général de Sancoins (1983 → 2004)                                                                        |
| 2006          | avril 2014                    | Michel Monseau |           | Maire de Grossouvre (2001 → ) |
| avril 2014    | juillet 2020                  | Paul Bernard   |           | Retraité Maire-adjoint ( ? → 2014) puis conseiller municipal de Sancoins Conseiller général de Sancoins (2004 → 2011) Ancien vice-président du conseil départemental du Cher |
| juillet 2020, | En cours (au 17 juillet 2020) | Pierre Guiblin | PS        | Maire de Sancoins (2012 → ) |

### Compétences
L'intercommunalité exerce des compétences qui lui ont été transférées par les communes membres, dans les conditions déterminées par le code général des collectivités territoriales. Il s'agit de :
- Aménagement de l’espace : réseaux de communications électroniques, boucles cyclables, schéma de cohérence territorialee (SCoT) et schéma de secteur, plan local d'urbanisme, document d'urbanisme en tenant lieu et carte communale ;
- Développement économique : actions de développement économique, zones d'activité, politique locale du commerce et soutien aux activités commerciales d'intérêt communautaire, promotion du tourisme ;
- Gestion des milieux aquatiques et prévention des inondations (GEMAPI), ainsi que des dispositifs de surveillance de la ressource en eau et des milieux aquatiques, animation et concertation dans les domaines de la prévention du risque d'inondation ainsi que de la gestion et de la protection de la ressource en eau et des milieux aquatiques, contrat territorial ou tout autre procédure de gestion globale et concertée de la ressource en eau et des milieux aquatiques ;
- Aires d'accueil des gens du voyage et terrains familiaux locatifs ;
- Collecte et traitement des déchets ménagers et déchets assimilés
- Protection et mise en valeur de l'environnement et soutien aux actions de maîtrise de la demande d'énergie : infrastructures de recharges nécessaires à l'usage de véhicules électriques ou hybrides rechargeables ;
- Politique du logement et du cadre de vie : élaboration d'une opération programmée d'amélioration de l'habitat (O.P.A.H.) ;
- Équipements culturels et sportifs d'intérêt communautaire et équipements de l'enseignement pré-élémentaire et élémentaire d'intérêt communautaire
- Action sociales d'intérêt communautaire : accueil(s) de loisirs intercommunal sans hébergement, relais petite enfance, accueil périscolaire, établissement d'accueil du jeune enfant, point d'accueil et d'écoute pour les jeunes et leurs familles ;
- Plan d'accessibilité de la voirie et des espaces publics
- Fourrière pour accueillir les chiens errants
- Assainissement : assainissement non collectif - gestion d'un service public d'assainissement non collectif  (SPANC) ;
- Culture : projet culturel de territoire : Etat des lieux et diagnostic, rédaction du projet de développement culturel sur le territoire de la CDC, évaluation des actions culturelles d'intérêt communautaire, participation ou mise en œuvre d'actions culturelles reconnues d'intérêt communautaire inscrites au "Contrat Culturel de Territoire" avec le département du Cher et au "Projet Artistique de Territoire" avec la Région Centre-Val de Loire ;
- Transports scolaires par délégation de la Région ;
- Maison de santé pluridisciplinaire.

### Régime fiscal et budget
La communauté de communes est un établissement public de coopération intercommunale à fiscalité propre.
Afin de financer l'exercice de ses compétences, la communauté de communes perçoit une fiscalité additionnelle aux impôts locaux des communes, avec fiscalité professionnelle de zone (FPZ ) et sans fiscalité professionnelle sur les éoliennes (FPE).
Elle perçoit également une redevance d'enlèvement des ordures ménagères (REOM), qui finance le fonctionnement de ce service public.

## Projets et réalisations
Conformément aux dispositions légales, une communauté de communes a pour objet d'associer des « communes au sein d'un espace de solidarité, en vue de l'élaboration d'un projet commun de développement et d'aménagement de l'espace ».